# Andrea Jeftanovic
Andrea Jeftanovic Avdaloff (née le 15 octobre 1970 à Santiago) est une écrivaine chilienne, une des auteures contemporaines les plus importantes de son pays.

## Biographie
Étant d'ascendance serbo-croate du côté de son père et panaméenne et russe juive du côté de sa mère, Andrea Jeftanovic a grandi dans un foyer où "il y avait trois religions : orthodoxe russe, catholique et juive". On y célébrait toutes les fêtes religieuses, de Noël à Yom Kippour, en passant par l'Épiphanie. Cependant, elle-même se sent "plus chilienne juive qu'autre chose".
Jeftanovic a étudié la sociologie à l'Université Catholique (elle obtint son diplôme en 1994) et a fait un doctorat de littérature hispano-américaine à l'Université de Californie, Berkeley en 2005.
Lors du putsch militaire de 1973, organisé par le général Augusto Pinochet, Andrea avait seulement 3 ans. Toutefois, elle raconte que son premier souvenir de cette période a été le bombardement de la résidence du président de l'époque, Salvador Allende. Ce souvenir sera ensuite transformé et utilisé dans son premier roman (dont la narratrice, Tamara, est une enfant de 9 ans), Escenario de guerra (2000) «Nous habitions juste à côté de chez lui. Ce fut très bruyant et turbulent. Que ça nous plaise ou non, cela fait partie de l'histoire de ma famille, et c'est quelque chose que je compris en voyageant à Sarajevo». Son père, après avoir lu le roman, lui dit que «elle avait très bien su lire son inconscient. Parce que Escenario de guerra parle de silence, de violence, de peur et de famille mais, surtout, du temps qu'il nous a été donné de vivre».
Après ce roman, grâce auquel elle reçoit ses premiers prix, Jeftanovic publie une première compilation de contes, Monólogos en fuga, (2006), genre qu'elle pratique depuis ses débuts en tant qu'écrivaine. L'année suivante apparaît le roman Geografía de la lengua et en 2011 un autre volume de récits, No aceptes caramelos de extrañeros. Quelques-unes de ces narrations sont très gênantes, et même, un conte, Árbol genealógico (où père et fille satisfont leurs pulsions sexuelles et où l'auteure aborde la théorie de l'inceste) a été censuré en Allemagne et aux États-Unis, pays où les anthologies ne purent être publiées, parce que les éditeurs avaient estimé qu'elles étaient une «apologie de la pédophilie».
À ce sujet, l'autrice a déclaré: «Je reconnais que ce sont des thématiques difficiles et désagréables, mais je pense que l'art est un lieu intéressant pour l'expérimentation morale. Si nous sommes constamment bombardés d'informations à propos de ces sujets, dans le plan fictionnel, pourquoi ne pas écrire là-dessus comme une explication possible. Le récit du père et de sa fille est une réponse à "pourquoi en arrivent-ils de cette manière, à l'inceste?"... On parle de ces thèmes depuis les tragédies grecques».
En rapport avec ses "dettes littéraires", elle affirme avoir "deux mères spirituelles", Diamela Eltit (elle a assisté à son atelier d'écriture entre 1994 et 1997) et Isidora Aguirre, sur qui a écrit un livre fondamental pour comprendre la célèbre dramaturge chilienne, et "un père: Marco Antonio de la Parra".
Certaines de ses œuvres ont été traduites vers d'autres langues et ses contes sont apparus dans plusieurs anthologies, chiliennes comme d'autres pays. Aujourd'hui, des traducteurs indépendants traduisent ses nouvelles pour les mettre à disposition du grand public. 
Elle est actuellement professeure à l'Université de Santiago et dispense des ateliers littéraires. Elle s'est essayée à la critique, notamment théâtrale, pour le quotidien El Mercurio.

## Prix
- Première place aux Jeux Littéraires Gabriela Mistral 2000, grâce à Plateau de guerre
- Prix du Conseil National du Livre et de la Lecture en 2000, à la meilleure œuvre éditée cette année: Plateau de guerre
- Mention d'honneur du Prix Municipal de Santiago en 2001 avec Escenario de guerra
- Prix du Cercle des Critiques d'Art du Chili en 2011, à la meilleure œuvre littéraire

## Œuvres
- Escenario de guerra, (2000)
- Monólogos en fuga, (2006)
- Geografía de la lengua, (2007)
- Conversations avec Isidora Aguirre, entrevues et témoignages, Frontière Sud, Santiago, 2009
- Hablan los hijos, essai, Cuarto Propio, 2011
- No aceptes caramelos de extrañeros, contes, Uqbar, Santiago, 2011 (réédition: Seix Barral México, 2012)